# No sé tú
No sé tu est le deuxième single extrait de l'album studio Romance du chanteur mexicain Luis Miguel. Elle a été écrite par l'auteur-compositeur-interprète Armando Manzanero, également producteur de l'album.

## Contexte
Inolvidable s'est avéré être le premier single de Romance en novembre 1991. Il a atteint le sommet du hit-parade Billboard Hot Latin Songs, aux États-Unis, le 25 janvier 1992, occupant cette position pendant cinq semaines. Son deuxième single, No Sé Tú, est sorti en février 1992 et a atteint le sommet du palmarès des Hot Latin Songs le 18 avril,, où il est resté durant sept semaines. Le clip vidéo de No sé tú a été réalisé par Pedro Torres et filmé à Miami, avec Luis Miguel et un orchestre interprétant la chanson devant un immeuble,. La vidéo a été présentée en avant-première le 16 février dans le cadre de l'émission de variétés mexicaine Siempre en Domingo. Danyel Smith du magazine Vibe a écrit : « Soutenu par un orchestre complet, sa voix monte, descend et pénètre, ce que nous aurions aimé faire la dernière fois ». Dans la liste annuelle Billboard Hot Latin Songs de 1992, Inolvidable et No sé tú se sont classés respectivement en troisième et deuxième position aux États-Unis. Au Mexique, les chansons ont été en tête de ces palmarès pendant six mois au total.
L'enregistrement a débuté le 24 août 1991 au studio Ocean Way Recording, situé à Hollywood, en Californie,.
En octobre 1992, WEA Latina sort América & en vivo, un EP en public avec une nouvelle chanson América, América - et les enregistrements de la tournée des chansons Contigo en la distancia, No sé tú et Inolvidable. AllMusic a attribué au EP trois étoiles sur cinq.
Gabriel Plaza du journal La Nación a eu une critique positive de Romance pour son « répertoire en acier inoxydable et les arrangements de Bebu Silvetti ». Il a également appelé « bijoux » les chansons Te extraño et No sé tú.